# 中田薫 (アナウンサー)
中田 薫（なかた かおる、1942年9月26日 - ）は、元NHKアナウンサー。前NHK放送博物館館長。現在は音声表現Bona Vox（ボナボックス）の主宰。

## 人物
金沢大学卒業後、1965年入局。室蘭、東京、金沢、東京アナウンス室チーフアナウンサー、広島局チーフアナウンサー、福岡局エグゼクティブアナウンサーを経て1997年6月から3年間アナウンス室長を務め、2000年からNHK放送博物館出向。2003年から2006年6月まで同館長。
現在は音声表現Bona Vox（ボナボックス）を主宰し、日本語の声の研究などを主に行っている。

## 過去の担当番組
- テレビシンポジウム
- クローズアップ（キャスター・ナレーター 1983.4.11-1988.3.15）
- NHK特集
- 国会中継
- 私の本棚
- 劇場中継
- 若い広場
- 高等学校講座